# Fiat G.2
Il Fiat G.2 era un trimotore di linea ad ala bassa prodotto dall'azienda italiana Fiat Aviazione negli anni trenta.

## Storia

### Sviluppo
Il G.2 nasce dall'esigenza di dotare la compagnia aerea  Avio Linee Italiane (ALI), di proprietà del gruppo FIAT, di un velivolo passeggeri appositamente realizzato. Il progetto viene affidato all'ingegner Giuseppe Gabrielli, il quale realizza il primo di una lunga serie di velivoli per la casa torinese. Il G.2 è anche il primo velivolo di impostazione moderna dell'azienda, che abbandonando la configurazione biplana adottata fino ad allora, segnerà una svolta nella produzione aeronautica.
Benché fosse un progetto sicuramente interessante ed all'avanguardia per l'epoca, il G.2 non ottenne il successo sperato malgrado una serie di voli dimostrativi realizzati in alcuni paesi europei.

### Impiego operativo
Il G.2 inizialmente prestò servizio nella compagnia aerea ALI operando sulla rotta che collegava Torino a Milano.
In seguito, la compagnia aerea brasiliana VARIG, dovendo sostituire lo Junkers Ju 52/3m marche PP-VAL perso in un incidente nel febbraio 1942, decise di contattare il governo italiano per acquistare il G.2. Il velivolo, immatricolato PP-VAM, venne utilizzato per inaugurare la nuova rotta internazionale che collegava il Brasile a Montevideo, capitale dell'Uruguay, prima rotta VARIG al di fuori dello Stato federato di Rio Grande do Sul. Successivamente fu nuovamente ceduto alla compagnia aerea ASA, contrazione di Aerovia S.A. de Minas Gerais, immatricolato PP-LAH utilizzato come aereo postale fino al gennaio 1946 quando venne perso in un incidente a Pedra Azul, nello Stato federato di Minas Gerais.

## Descrizione tecnica
Il G.2, il cui prototipo portato in volo per la prima volta nel 1932, era un monoplano trimotore ad ala bassa a sbalzo di costruzione interamente metallica ad eccezione delle superfici di controllo le quali erano rivestite in compensato. La fusoliera a guscio integrava la cabina di pilotaggio posta in posizione superiore collegata allo scomparto passeggeri da 6 posti a sedere ed al vano bagagli. La stessa terminava posteriormente in una coda tradizionale dotato di impennaggio. I motori, posizionati uno sul muso e gli altri in due gondole alari, erano inizialmente dei Fiat A.60, un 4 cilindri in linea invertito, successivamente sostituiti nelle versioni succedutesi negli anni.
Il carrello d'atterraggio era fisso, dalla classica configurazione a triciclo posteriore, caratterizzato da robusti carrelli anteriori carenati e completato da un ruotino posteriore d'appoggio posto sotto la coda.

## Versioni
- G.2 : versione originale dotata di tre motori Fiat A.60 da 135 CV (99 kW)
- G.2/2 : versione dotata di motori Alfa Romeo 110-1 da 120 CV (89 kW)
- G.2/3 : versione dotata di motori de Havilland Gipsy Major da 120 hp (89 kW)
- G.2/4 : versione dotata di radiali Fiat A.54 da 140 CV (103 kW)

## Utilizzatori
Brasile
- Varig

 Italia
- Avio Linee Italiane (ALI)